# Чаго, Матиас
Матиас Делгое Чаго де Конфианце (англ. Mathias Dellgoue Chago de Confiance; 6 марта 1983, Бакоу, Камерун) — камерунский футболист, полузащитник клуба «Локомотива».

## Биография
Начал играть на профессиональном за «Олимпик» (Мволе), позже играл за «Расинг Бафуссам». Летом 2002 года перешёл в хорватский клуб из Осиека «Металац». В 2005 году перешёл в «Динамо» (Загреб), подписал пятилетний договор. Дебют в чемпионате Хорватии состоялся 23 июля 2005 года в матче против «Цибалии» (0:4).
Имеет опыт выступлений за молодёжную сборную Камеруна.

## Достижения
- Чемпион Хорватии: 2011/12
- Обладатель Кубка Хорватии: 2011/12